# 포항 분옥정
포항 분옥정(浦項 噴玉亭)은 대한민국 경상북도 포항시 북구 기계면에 있는 건축물이다. 2012년 10월 22일 경상북도의 유형문화재 제450호로 지정되었다.

## 개요
분옥정은 조선 숙종(재위 1674∼1720) 때 문신인 김계영의 덕업을 찬양하기 위해 순조 20년(1820) 후손인 김종한 선생이 지은 정자이다.
'용계정사(龍溪精舍)'라고도 불리며, 1962년과 1972년 두 차례에 걸쳐 보수하였다.
앞면 3칸·옆면 3칸의 규모이며 서쪽을 향해 있다. 배치를 보면 출입은 건물 뒤편으로 하고, 앞면은 계곡 물을 향하게 하였다.
분옥정은 주변의 풍경을 고려한 T자형 평면을 갖춘 집이며, 이 지역에서 보기드문 형태를 지니고 있기 때문에 연구 자료로서 그 가치가 크다.

## 참고 자료
- 포항 분옥정 - 국가유산청 국가유산포털